# 巴伦西亚城市球场
巴伦西亚城市球场，为西班牙巴伦西亚市的一个足球场。目前，莱万特体育联盟的主场设于该球场。该球场观众容量25,354人，建于1969年。